# Velký pohled na Mohuč (Václav Hollar)
Kresba Velký pohled na Mohuč z roku 1632 je raným dílem Václava Hollara a jeho první velkou kresbou městského prospektu Je součástí sbírky grafiky a kresby Národní galerie v Praze.

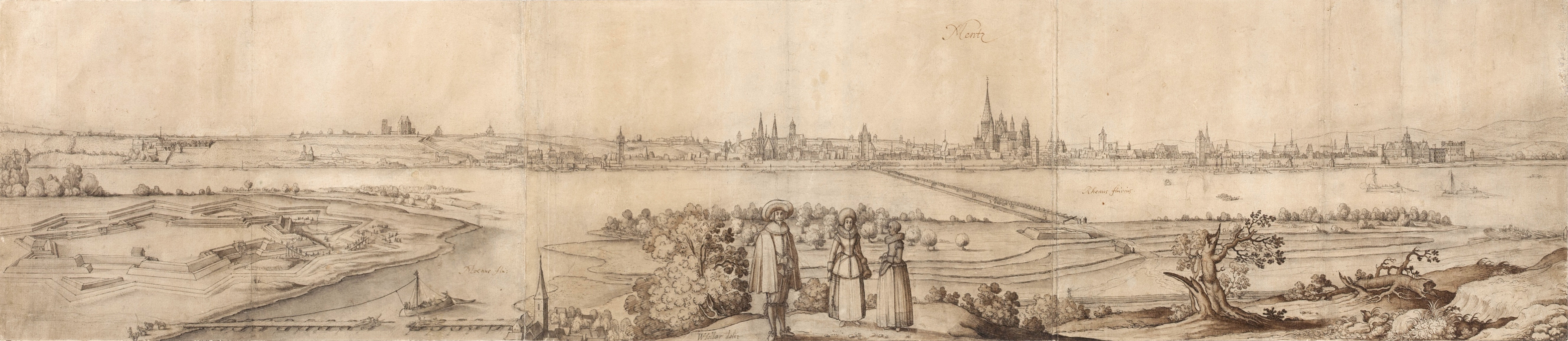
Václav Hollar, Velký pohled na Mohuč, Národní galerie v Praze

## Popis a zařazení
Kresba perem hnědým tónem, kombinovaná se štětcovou kresbou hnědým a šedým tónem. Sestavena ze tří částí 211 x 397, 211 x 380, 211 x 363 mm (celková šíře téměř 114 cm). Signatura W. Hollar delin.(eavit) dole uprostřed. Součást souboru Hollareum, převedeno z Národního muzea v Praze r. 1949. Inv. č. K 31239. Kresba měla později sloužit jako podklad k leptu a je provedena jako hotové dílo s řadou drobných detailů.
Václav Hollar po odchodu z Čech žil nejprve ve Štrasburku a kromě zakázek pro kolínského nakladatele Hogenberga a štrasburského Heydena také kopíroval grafické listy nizozemského krajináře Jana van de Velde. V letech 1631-1632 pobýval Frankfurtu a zdokonalil se v grafických technikách, topografické práci a tvorbě panoramatických pohledů v dílně Matthäea Meriana. Podnikl cestu do Kolína nad Rýnem a odtud se dvakrát nebo třikrát vydal lodí po Rýně a kreslil různá místa. Jeho Velký pohled na Mohuč vychází ze starších vedut Jorise Hoefnagela (Civitates Orbis terrarum), které vydával Franz Hogenberg a Hollar je znal z doby svého školení v Praze.
Hollarovy kresby krajin jsou oproti žánrovým obrázkům jeho předchůdců přesvědčivě realistické a zachovávají přirozené měřítko, v němž se dominanty měst nevymykají z celku. Figurální stafáž v popředí představuje muže v typickém vojenském oděvu a ženy jako konzervativní měšťanky s tuhým okružím kolem krku. Jejich oděvy odpovídají časné dataci kresby. Zlomený strom vpravo je možná Hollarovým připomenutím ničivosti války., ale může být i motivem převzatým od Meriana, který své krajinářské kresby obvykle doplňoval divadelně pojatým popředím s nápadně tvarovanými stromy a jinými rekvizitami starého vlámského krajinářského stylu.

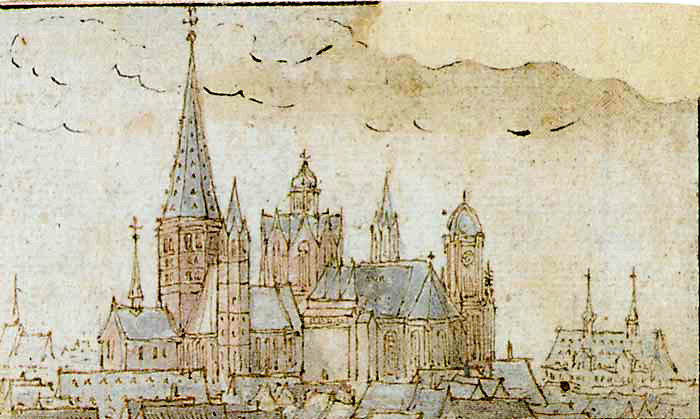
Wenzel Hollar, Mainzer Dom (1632)

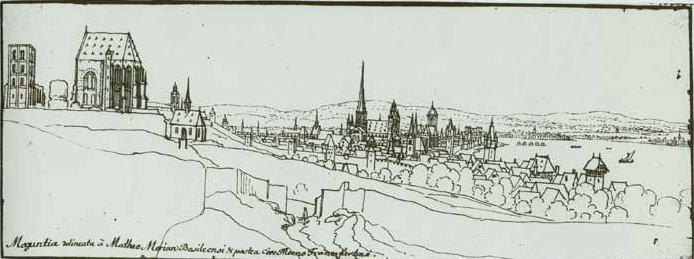
Wenceslas Hollar, Mainz (1631, spíše ale až 1632)

Kresbu města Mohuče lze datovat na základě skici dílčího motivu levé části města (1632, lept 1634), Hollarovy kresby mohučské katedrály (1632) i podle stádia výstavby pevnosti Gustavus Burg. Na jiném pohledu na Mohuč, který Hollar kreslil znovu ze stejného místa během cesty s lordem Arundelem roku 1636, je již švédská pevnost dostavěna (1633). (Denkstein naopak uvádí, že pevnost je zrušena a srovnána se zemí.)

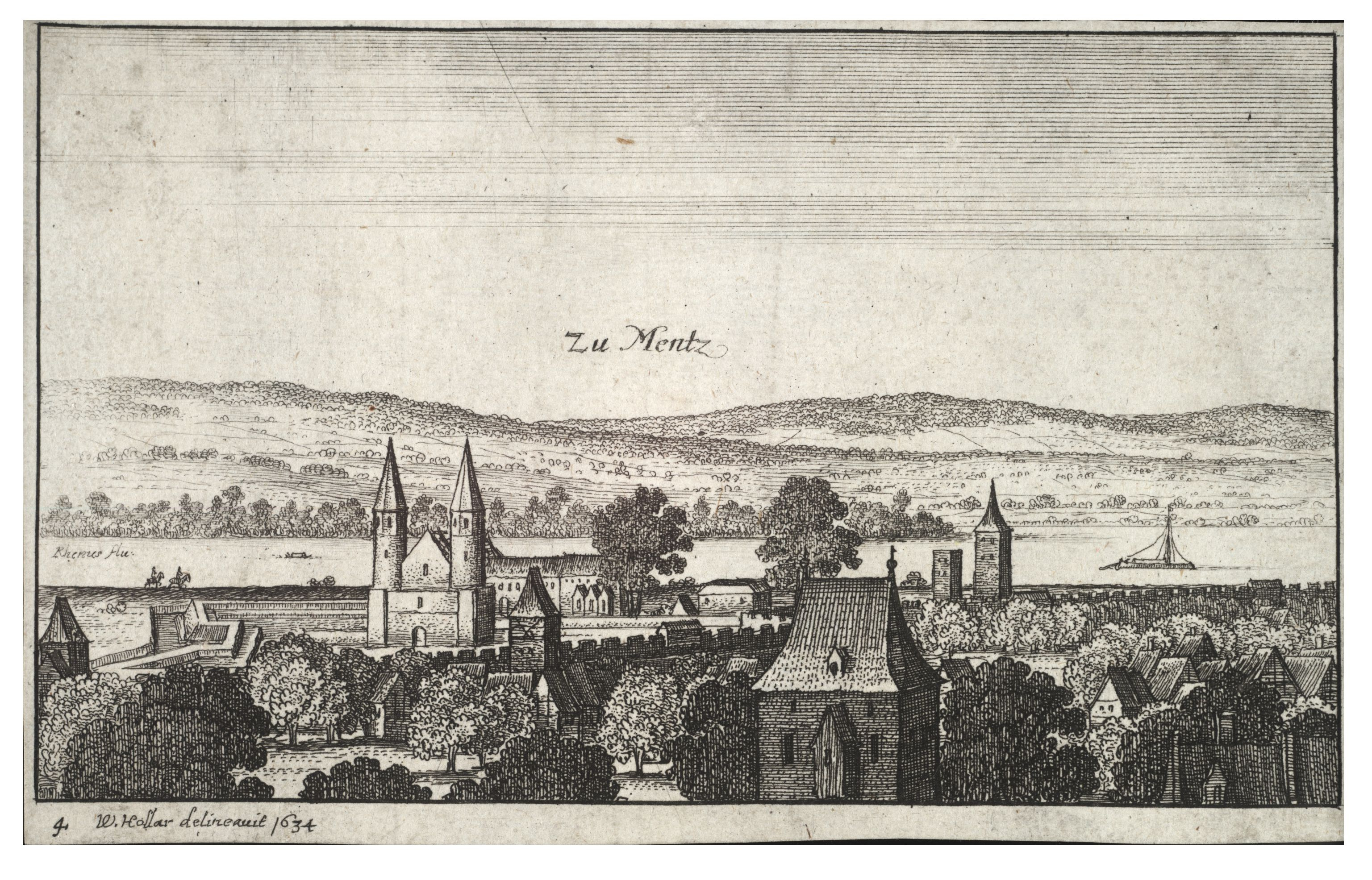
Wenceslas Hollar, Mainz (1634)

Lept podle této kresby vytvořil Václav Hollar mezi lety 1634-1636. Hollar se v něm nedržel zcela věrně své předlohy. Stanoviště posunul výš a některé detaily pozměnil, např. pontonový most, kterým proplouvá loď, je na grafickém listu uzavřen.